# Grevillea shiressii
Grevillea shiressii är en tvåhjärtbladig växtart som beskrevs av William Faris Blakely. Grevillea shiressii ingår i släktet Grevillea och familjen Proteaceae. Inga underarter finns listade i Catalogue of Life.